# الدوري القطري 1972–73
إحصائيات دوري نجوم قطر في موسم 1972-73.

## نظرة عامة
فاز الاستقلال بالبطولة.